# Neurinome
 Mise en garde médicale
Un neurinome ou schwannome est une tumeur nerveuse bénigne (non cancéreuse), développée (dans n'importe quel site anatomique, mais plus souvent dans la tête, le cou et la cage thoracique) à partir des cellules de Schwann (cellules qui sont à l'origine de la gaine de myéline entourant les axones d'un nerf). Ce type de tumeur est catégorisé comme gliome périphérique.
Des neurinomes peuvent se former sur les nerfs crâniens et rachidiens, mais le neurinome le plus fréquent (5 à 8 % des tumeurs cérébrales) est le « neurinome de l'acoustique ».

## Typologie

### Neurinome de l'acoustique
Dans ce cas, la tumeur est en fait un schwannome du nerf vestibulaire (le nerf de l'équilibre qui forme, avec le nerf auditif (ou acoustique) le nerf vestibulocochléaire ou nerf VIII). Sauf cas extrêmement rare d'origine génétique, cette tumeur n'apparaît généralement que d'un seul côté dans le canal osseux qui relie l'oreille au cerveau, elle y comprime ce nerf ce qui entraine l'apparition de troubles de l'équilibre (vertiges). Elle lèse aussi le nerf auditif, qui passe dans le même canal, aboutissant à une surdité progressive et/ou des acouphènes (bourdonnement, tintement, chuintement, sifflements). Ces troubles auditifs, puisque souvent perçus que d'un seul côté, sont souvent détectés plus tôt ; ils paraissent plus gênants que les problèmes d'équilibre (compensés par l'autre oreille interne et par la vision).
Ceci explique l'appellation traditionnelle de « neurinome acoustique » ou « neurinome de l'acoustique ».
La tumeur peut ensuite comprimer le nerf facial (qui emprunte le même canal) et induire une paralysie faciale unilatérale.
À terme, elle finira par remplir ce canal, puis en sortira (passage d'un neurinome de type 1 à un neurinome de type 2) et ira toucher (stade 3) puis comprimer le cerveau (au niveau du tronc cérébral) et le cervelet (stade 4), pouvant alors entraîner la mort.

### Schwannome plexiforme
C'est un sous-type exceptionnel des schwannomes. Il s'agit d'une tumeur nerveuse bénigne, dont le point de départ est la gaine de Schwann.
C'est souvent un nodule solitaire, asymptomatique, siégeant dans le tissu cutané ou sous-cutané, et dont la taille augmente progressivement.

### Schwannome mélanotique
C'est une tumeur rare. Elle s'intègre, dans 50 % des cas, dans le complexe de Carney (myxomes cardiaques, pigmentation lentigineuse faciale, anomalies endocriniennes).
Il existe au sein de la prolifération d’abondantes mottes de mélanine ainsi que des psammomes (en).
Les cellules tumorales expriment la PS100 et l’HMB45 (marqueur de différenciation mélanocytaire).

### Neurinome cardiaque
Une expérience récente (publication 2016) portant sur les effets sanitaire éventuels de l'exposition aux ondes de téléphones portables a montré sur le modèle animal (murin) que 2 % à 6 % des rats mâles exposés durant deux ans neuf heures par jour aux ondes émises par ces téléphones ont développé une tumeur rare des cellules de Schwann du cœur (mais aucune des femelles du groupe exposé, ni aucun des rongeurs du « groupe témoin » (c'est-à-dire non-exposés au rayonnement).

### Neurinome rachidien
Le neurinome se développe à partir d'une racine dans le canal du rachis. Son évolution est lente. Le diagnostic est long à poser.
Les signes permettant d'orienter son diagnostic sont :
- des douleurs inflammatoires type sciatalgie survenant en position allongée ;
- des douleurs névralgiques vives lors d'efforts glotte fermée (toux, éternuement, poussée), ou lorsque le patient quitte la position allongée.

Les douleurs ne se situent pas forcément dans le dos, elles peuvent survenir dans une hanche ou dans la fesse.
L’imagerie par résonance magnétique est l’examen le plus performant pour diagnostiquer et localiser la tumeur.
Le traitement préconisé est l’exérèse chirurgicale de la tumeur. Une fois retirée, la tumeur est analysée afin de s'assurer de sa bénignité.

## Détection
L'imagerie par résonance magnétique (IRM), indolore, permet de détecter ce type de tumeur et éventuellement d'effectuer une surveillance prolongée, soit avant traitement, si le neurinome reste de petite taille ou d'évolution lente, soit après traitement, pour veiller au risque de récidive.

## Traitements
Deux types de traitements sont possibles :
1. Le traitement chirurgical s’impose notamment quand la tumeur est grosse ou les vertiges invalidants, mais il présente souvent l’inconvénient de supprimer l’audition et de menacer l’intégrité du nerf facial. Il doit donc être pratiqué par des équipes spécialisées ;
2. Un traitement radiochirurgical utilisant la stéréotaxie et une irradiation aux rayons X ou gamma (sur accélérateur ou sur gamma knife) est plus approprié si la tumeur est de petite taille : il permet souvent de stabiliser la taille de la tumeur mais ne l'élimine pas. En France, le traitement par radiochirurgie a débuté à Lille (CHU de Lille[4]), Marseille (Hôpital de la Timone) et Paris (Hôpital de la Pitié-Salpétrière) avec le Gamma-knife. Ce traitement radiochirurgical est maintenant réalisable dans la plupart des régions grâce à la généralisation du Cyber-knife.

## Chez l'animal
Les animaux domestiqués peuvent aussi en être porteurs, avec des risques liés à l'âge mais aussi à l'espèce (une étude faite dans les abattoirs en France a montré que les bovins âgés en ont plus souvent (13,6 ans en moyenne) et les races bovines les plus touchées sont Prim'Holstein et Limousine.

## Illustrations

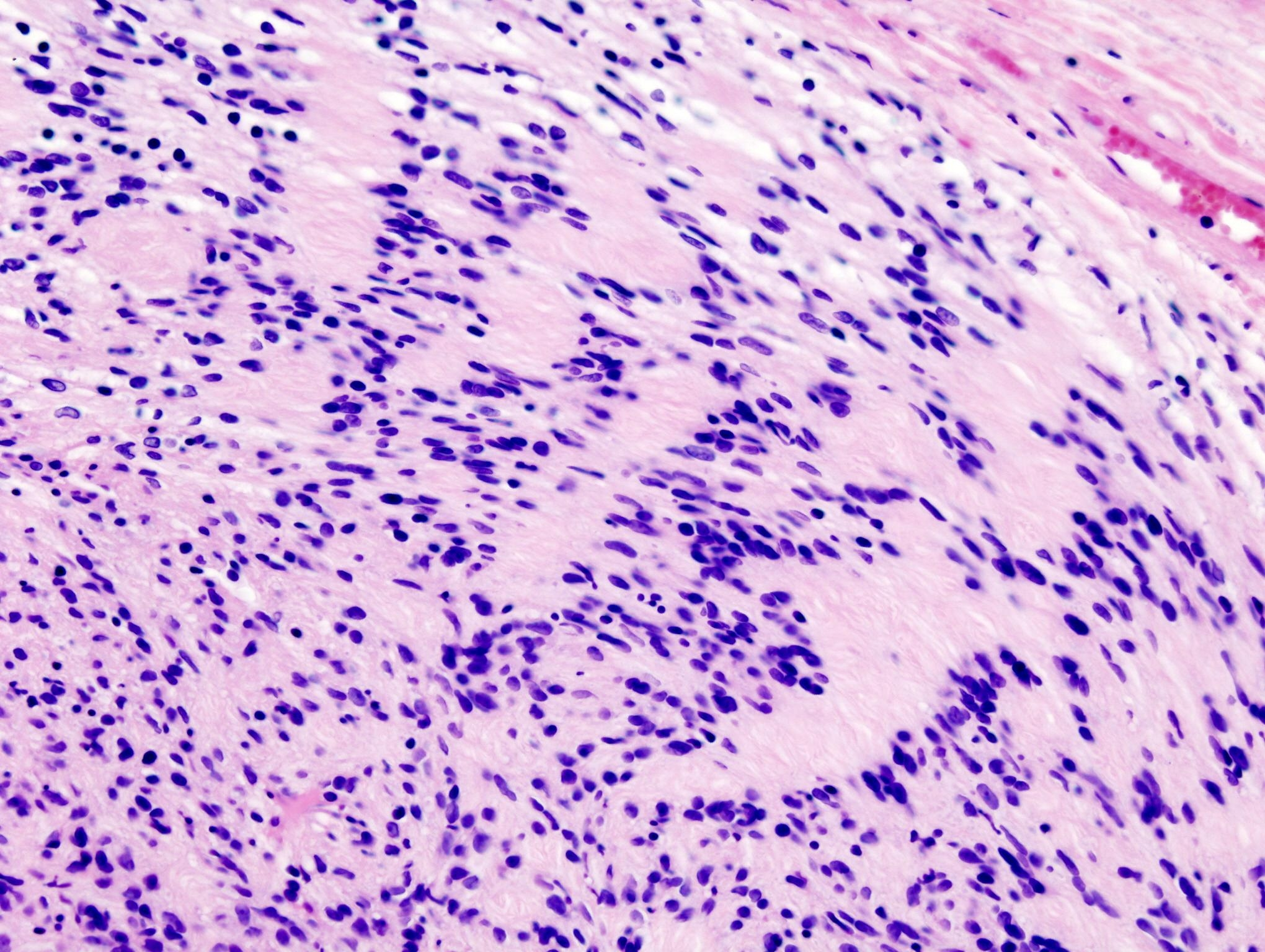
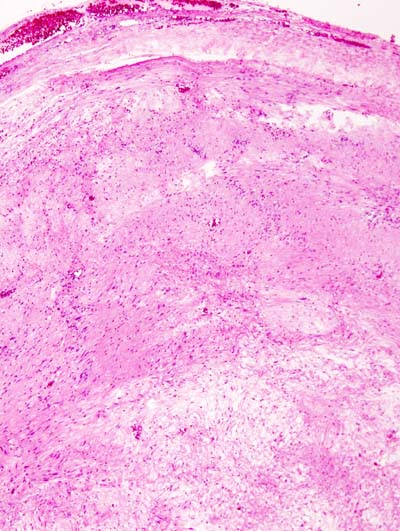
Neurinome subcutané
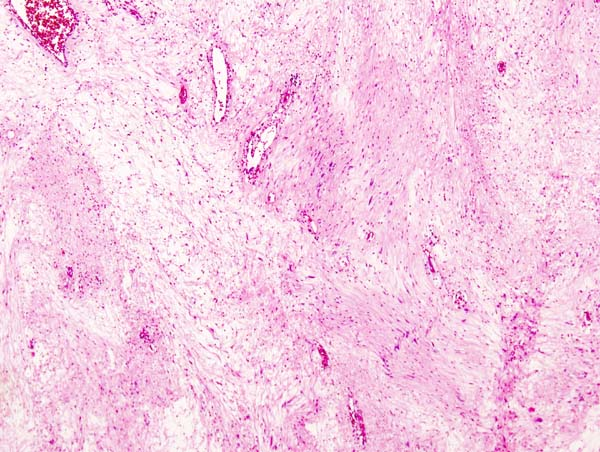
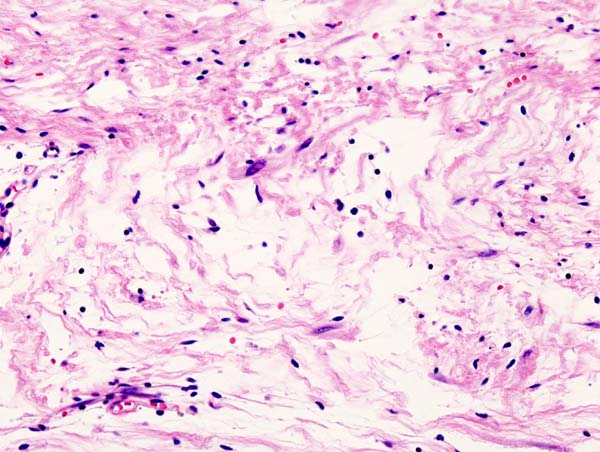
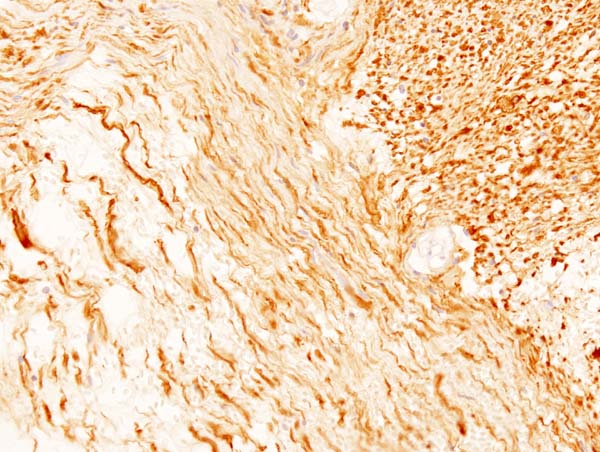